# Miguel Ángel Castellón Rubio
Miguel Ángel Castellón Rubio (Almería, 22 de enero de 1979) es un político español, senador del Partido Popular por Almería en el Senado durante la XV Legislatura de las Cortes Generales.
Durante la XIV Legislatura ocupó un escaño por Almería en el Congreso de los Diputados .

## Biografía
Tras finalizar sus estudios universitarios de Ciencias Políticas y Gestión Pública cursó un Máster en Administración de Empresas (MBA), así como formación de posgrado en Emprendimiento e Innovación Corporativa y en Derecho Urbanístico. 
En las elecciones generales del 10 de noviembre de 2019 fue elegido Diputado del Partido Popular en el Congreso, por la circunscripción de Almería, cargo que ocupó hasta el 22 de julio de 2023 cuando concurrió en la candidatura del Partido Popular al Senado.
Ha trabajado como directivo en empresas públicas y privadas, ejerciendo como Consejero Delegado de Almería XXI S.A. (2016-2019), miembro del Consejo de Administración de la Autoridad Portuaria de Almería (Puertos del Estado) entre 2016 y 2019 y miembro del Consejo de Administración de Gestión de Aguas del Levante Almeriense S.A. (2012-2015), entre otras.

### Experiencia Política
Entre 2011 y 2016 fue Vicepresidente 2º y Diputado de Fomento, Agricultura y Medio Ambiente de la Diputación Provincial de Almería.
Entre 2012 y 2015 fue elegido diputado en el Parlamento de Andalucía, durante la IX legislatura.
Desde noviembre de 2015 a marzo de 2019 desempeñó las funciones de Primer Teniente de Alcalde y Concejal de Urbanismo del Ayuntamiento de Almería, además de Portavoz del Equipo de Gobierno. 

### Congreso de los Diputados
En las elecciones generales del 10 de noviembre de 2019, es el cabeza de lista de la candidatura del Partido Popular por la circunscripción de Almería, resultando elegido Diputado en el Congreso , cargo que ocupó hasta el 22 de julio de 2023.
Durante la XIV Legislatura ejerce como Portavoz del Grupo Parlamentario Popular en la Comisión de Asuntos Económicos y Transformación Digital. 
Desarrolla, además, labores parlamentarias en las Comisiones de Asuntos Exteriores (como Portavoz Adjunto), en la de Hacienda y la de Relaciones con el Tribunal de Cuentas.
Participó como ponente en la redacción de 10 leyes, destacando entre otras: 
- Ley para la transformación digital del sistema financiero (Ley de Sandbox)
- Ley de creación y crecimiento de empresas (Ley Crea y Crece).
- Ley de los Mercados de Valores y de los Servicios de Inversión
- Ley por la que se crea la Autoridad Administrativa Independiente de Defensa del Cliente Financiero
- Modificación de la Ley de Sociedades de Capital
Fue designado miembro de la Diputación Permanente del Congreso el 3 de septiembre de 2020 hasta la finalización de la legislatura.

### Senado
En la XV legislatura resultó elegido senador por la provincia de Almería, tras encabezar la candidatura del Partido Popular. 
Es el Portavoz de Energía del Grupo Popular en la Cámara Alta y miembro de las Comisiones de Transición Ecológica, de la de Economía, Comercio y Empresa, la de Transformación Digital y la de Reglamento.
Ejerce también como portavoz del Grupo Parlamentario Popular en la Comisión de Investigación constituida en el Senado sobre la interrupción del suministro eléctrico y de las comunicaciones ocurrido en España el 28 de abril de 2025.